# Epicauta excavatifrons
Epicauta excavatifrons är en skalbaggsart som beskrevs av Maydell 1934. Epicauta excavatifrons ingår i släktet Epicauta och familjen oljebaggar. Inga underarter finns listade i Catalogue of Life.